# Спектральная световая эффективность монохроматического излучения
Спектра́льная светова́я эффекти́вность монохромати́ческого излуче́ния — физическая величина, характеризующая чувствительность человеческого глаза к воздействию на него монохроматического света. Обозначается {\displaystyle K(\lambda )}, в  Международной системе единиц (СИ) имеет размерность лм/Вт. Устаревшее название — видность.
Световую эффективность {\displaystyle K(\lambda )} удобно и целесообразно представлять в виде произведения двух сомножителей:
{\displaystyle K(\lambda )=K_{m}V(\lambda ),}
где {\displaystyle K_{m}} — значение {\displaystyle K(\lambda )}, достигаемое в максимуме, а {\displaystyle V(\lambda )} — безразмерная функция длины волны, принимающая в максимуме значение, равное единице. Функция {\displaystyle V(\lambda )} называется относительной спектральной световой эффективностью монохроматического излучения, её физический смысл заключается в том, что она представляет собой относительную спектральную чувствительность среднего (нормального) человеческого глаза.

## Определения
Как известно, у человека существует два основных механизма восприятия света. Один из них реализуется с помощью колбочек при относительно высоких яркостях и освещённостях и носит название дневного зрения. Другой — палочковый — имеет место при низких значениях яркостей и освещённостей и называется ночным зрением Эти механизмы существенно отличаются друг от друга как по величине чувствительности к свету, так и по характеру зависимости чувствительности глаза от длины волны воздействующего на него света. Соответственно, в фотометрии определяется две различных функции относительной спектральной световой эффективности: одна из них {\displaystyle V(\lambda )} — для дневного зрения, другая — {\displaystyle V'(\lambda )} — для ночного.

### Дневное зрение

Относительная спектральная световая эффективность для дневного (красная линия) и ночного (синяя линия) зрения.

Определение {\displaystyle V(\lambda )}, основанное на процедуре измерения, формулируется следующим образом.
Относительной спектральной световой эффективностью монохроматического излучения для дневного зрения {\displaystyle V(\lambda )} c длиной волны {\displaystyle \lambda } называют отношение двух потоков излучения соответственно с длинами волн {\displaystyle \lambda _{m}} и {\displaystyle \lambda }, вызывающих в точно определённых условиях зрительные ощущения одинаковой силы; при этом длина волны {\displaystyle \lambda _{m}} выбрана таким образом, что максимальное значение этого отношения равно единице.
Условия измерения в частности выбираются так, чтобы угловой размер поля зрения при измерениях составлял 2 градуса, что соответствует угловому размеру центрального углубления желтого пятна сетчатки.
Итогом большой работы, выполнение которой началось ещё в XIX веке, явилось получение набора значений {\displaystyle V(\lambda )} для диапазона длин волн 380—770 нм. Значения {\displaystyle V(\lambda )} были получены в результате усреднения данных, полученных с участием большого количества наблюдателей. В 1924 году Международная комиссия по освещению (МКО) утвердила этот набор в качестве стандарта, после чего он стал международно признанным и в качестве такового используется вплоть до настоящего времени. В Российской Федерации данный стандарт также является действующим.
Зависимость {\displaystyle V(\lambda )} приведена на рисунке. Её максимум располагается на длине волны 555 нм.
В системе СИ единица силы света кандела определена таким образом, что максимальная световая эффективность монохроматического излучения для дневного зрения {\displaystyle K_{m}} равна 683 лм/Вт. Таким образом, выполняется:
{\displaystyle K(\lambda )=683V(\lambda ).}

### Ночное зрение
В качестве определения световой эффективности для случая ночного зрения пригодна приведённая выше формулировка после соответствующей замены в ней наименования определяемой величины.
В результате выполнения необходимых измерений и исследований была получена зависимость {\displaystyle V'(\lambda )}. Её табличные значения были в 1951 г. утверждены МКО в качестве стандарта. В графическом виде она приведена на рисунке. Как видно из рисунка, кривая {\displaystyle V'(\lambda )} сдвинута относительно {\displaystyle V(\lambda )} в коротковолновую сторону, при этом её максимум находится на 507 нм.

### Сумеречное зрение
В сумеречном зрении одновременно принимают участие, как колбочки, так и палочки. При этом относительный вклад рецепторов каждого типа изменяется при изменении уровня освещения, соответственно изменяется и световая эффективность. Поэтому сумеречному зрению невозможно сопоставить какую-либо одну стандартную функцию, описывающую спектральную зависимость световой эффективности.

## Использование
Активную часть своей жизни человек проводит главным образом в таких условиях освещения, когда функционирует дневное зрение. Пользуясь им, он получает большую часть визуальной информации. По этим причинам на практике в основном используется спектральная эффективность {\displaystyle V(\lambda )}, относящаяся к дневному зрению. Именно она (вместе с коэффициентом {\displaystyle K_{m}}) лежит в основе системы световых фотометрических величин.
Система фотометрических величин устроена так, что любой энергетической величине {\displaystyle X_{e}(\lambda )} соответствует определённая световая величина {\displaystyle X_{v}(\lambda )}. В случае монохроматического света связь между ними описывается соотношением
{\displaystyle X_{v}(\lambda )=K_{m}X_{e}(\lambda )V(\lambda ).}
Для немонохроматического света аналогичное по смыслу соотношение имеет вид:
{\displaystyle X_{v}=K_{m}\cdot \int \limits _{380~nm}^{780~nm}X_{e,\lambda }(\lambda )V(\lambda )d\lambda ,}
где {\displaystyle X_{e,\lambda }(\lambda )} — спектральная плотность величины {\displaystyle X_{e}(\lambda )}. Спектральная плотность определяется как отношение величины {\displaystyle dX_{e}(\lambda ),} приходящейся на малый спектральный интервал, располагающийся между {\displaystyle \lambda } и {\displaystyle \lambda +d\lambda ,} к ширине этого интервала:
{\displaystyle X_{e,\lambda }(\lambda )={\frac {dX_{e}(\lambda )}{d\lambda }}.}
С учётом численного значения {\displaystyle K_{m}} получается:
{\displaystyle X_{v}=683\cdot \int \limits _{380~nm}^{780~nm}X_{e,\lambda }(\lambda )V(\lambda )d\lambda .}
Таким образом, использование относительной световой эффективности {\displaystyle V(\lambda )} позволяет, зная энергетические характеристики света, рассчитывать его световые параметры.